# NGC 3853
NGC 3853 في الفهرس العام الجديد، هي مجرة، تقع في كوكبة الأسد. اكتشفت في 1871 .

## روابط خارجية
- NGC 3853 على موقع ويكي سكاي: DSS2, SDSS, GALEX, IRAS, Hydrogen α, X-Ray, Astrophoto, Sky Map, Articles and images